# بريان إريكسون
بريان إريكسون (بالإنجليزية: Bryan Erickson)‏ هو لاعب هوكي الجليد أمريكي، ولد في 7 مارس 1960 في روزيو في الولايات المتحدة.

## وصلات خارجية
- بريان إريكسون على موقع دوري الهوكي الوطني (الإنجليزية)
- بريان إريكسون على موقع قاعة مشاهير الهوكي (لاعب أن.إتش.أل) (الإنجليزية)
- بريان إريكسون على موقع EliteProspects.com (الإنجليزية)
- بريان إريكسون على موقع HockeyDB.com (الإنجليزية)
- بريان إريكسون على موقع Hockey-Reference.com (الإنجليزية)